# 브라이텐펠트 전투 (1631년)
브라이텐펠트 전투(Battle of Breitenfeld; 독일어: Schlacht bei Breitenfeld; 스웨덴어: Slaget vid Breitenfeld)는 1631년 9월 17일 프로테스탄트 진영의 지휘관이었던 스웨덴 왕 구스타브 2세 아돌프가 라이프치히 근교 브라이텐펠트 평원에서 로마 가톨릭 진영의 지휘관인 틸리 백작 요한 체르클라에스를 격파하여 30년 전쟁 중 처음으로 프로테스탄트 진영에 승리를 안겨준 전투였다.

## 배경

### 스웨덴의 참전
30년 전쟁은 종교개혁의 여파로 개신교 세력과 로마 가톨릭 세력 사이에 벌어진 종교전쟁으로 시작하였으나, 점차 종교적인 취지는 사라지고, 신성 로마 제국과 가톨릭 교회, 그리고 제국과 가까운 여러 선제후와 그 이외의 제후들간의 내전으로 발전하였다. 1629년 프로테스탄트 제후는 황제군의 지휘관 틸리 백작 요한 체르클라에스와 보헤미아의 대 용병대장 발렌슈타인에게 압도 당해 각지에서 패퇴를 거듭했다. 이러한 상황에서 신성 로마 제국이 독일 지역을 통일할 경우 곧바로 압력을 받게 될 위치에 있던 덴마크가 참전했다. 스웨덴의 구스타프 2세 아돌프 또한 스웨덴의 안전을 위해 발트해 연안을 지배하에 두어 발트해 제국을 확립시키도자 프로테스탄트측의 대열에 참가했다.
그러나 덴마크군이 패배하자 구스타프는 덴마크를 대신하여 대륙에 개입할 것을 결정하였고, 총 병력 1만 3,000명의 정예병을 수송함에 싣고 1630년 6월 포메른에 상륙했다. 구스타프는 독일에서 모집한 용병을 더해 2만에 달하는 군대를 갖추게 되었다. 이 시기 발렌슈타인은 황제의 의심을 받고 사령관직을 박탈당한 상태였다. 그러나 전반적인 전황은 가톨릭 동맹군에게 유리하게 돌아가고 있었기 때문에, 구스타프가 참전이 우위를 바꿀 수 있는 것은 아니었다.
한편, 프로테스탄트 제후들은 비록 궁지에 빠져 있었으나 구스타프의 지원을 환영하지는 않았다. 개신교 동맹의 제후들은 원래 자신들의 기득권과 영토를 지키기 위해 참전한 것이었기 때문에, 승리할 경우 그에 상응하는 영토를 요구할 것이 뻔한 스웨덴군의 개입은 반가운 일이 아니었다. 구스타프는 초대하지 않은 손님에 불과했다. 제후들의 협력을 얻지 못한 구스타프는 계속 진격하면서도 보급로 확보에 어려움을 겪었다. 이러한 난제를 해결한 것은 짓궂게도 황제군이었다.

### 마그데부르크 함락
발렌슈타인의 해임으로 황제군 제일의 장군이 된 틸리 백작은 프랑크부르트-안 데어-오데르에서 마그데부르크까지 퇴각해 구스타프를 자군의 지배영역으로 끌어들여 맞아싸울 계획이었다. 그러나 프로테스탄트측 도시였던 마그데부르크의 방어가 견고해 틸리는 3개월을 포위 공격에 허비했다. 틸리 백작은 군대를 철수하려는 것처럼 기만술을 쓴 기습 공격을 가해 마침내 마그데부르크가 함락시켰다. 틸리 백작의 지휘를 받던 용병들은 약탈을 일삼고 도시를 불태웠다. 이 와중에 3만명에 달하던 시민들 대부분이 살해당하고 일부 약탈한 여성들만이 살아남게 되었다.
이 엄청난 약탈과 살육은 틸리 백작의 명성을 땅에 떨어뜨렸고, 많은 제후들이 황제를 비난했다. 그리고 공포에 떨던 여러 제후들이 구스타프 진영에 참가했다. 진격로를 확보한 구스타프가 동쪽으로 진격하자 틸리는 후퇴해 라이프치히에 이르렀다. 작센 공국의 선제후 요한 게오르그 1세는 틸리의 후퇴로 인해 작센의 수도 라이프치히가 마그데부르크처럼 잿더미가 되는 것을 우려하여 급히 구스타프와 동맹을 맺었다. 총 숫자 4만여 달하는 스웨덴-작센 연합군은 라이프치히를 구원하기 위해 출진했다.
틸리 백작이 보기엔 예상 외의 빠른 진격이었으나 그가 목적하던 유인 전술은 성공했다. 1631년 9월 17일 두 군대는 결국 라이프치히에서 북쪽으로 4마일가량 떨어진 곳에 위치한 브라이텐펠트 평원에서 일전을 치르게 되었다.
당시 구스타프의 나이는 37세로서 "북방의 사자왕"이란 별명을 갖고 있던 계몽군주였다. 그는 필승을 확신하고 있었다. 한편 틸리 백작은 72세의 고령이었다. 그러나 그는 젊을 적부터 용병으로 이탈리아 전선에 참가해 대륙을 석권한 스페인식의 전술을 장기로 보여준 자타공인 불패의 명장이었다. 틸리 공작은 근엄하고 정직했으며, 신에 대한 숭배의 마음이 두터워 "갑옷의 성자"란 별명을 지니고 있었다.

## 진행 과정

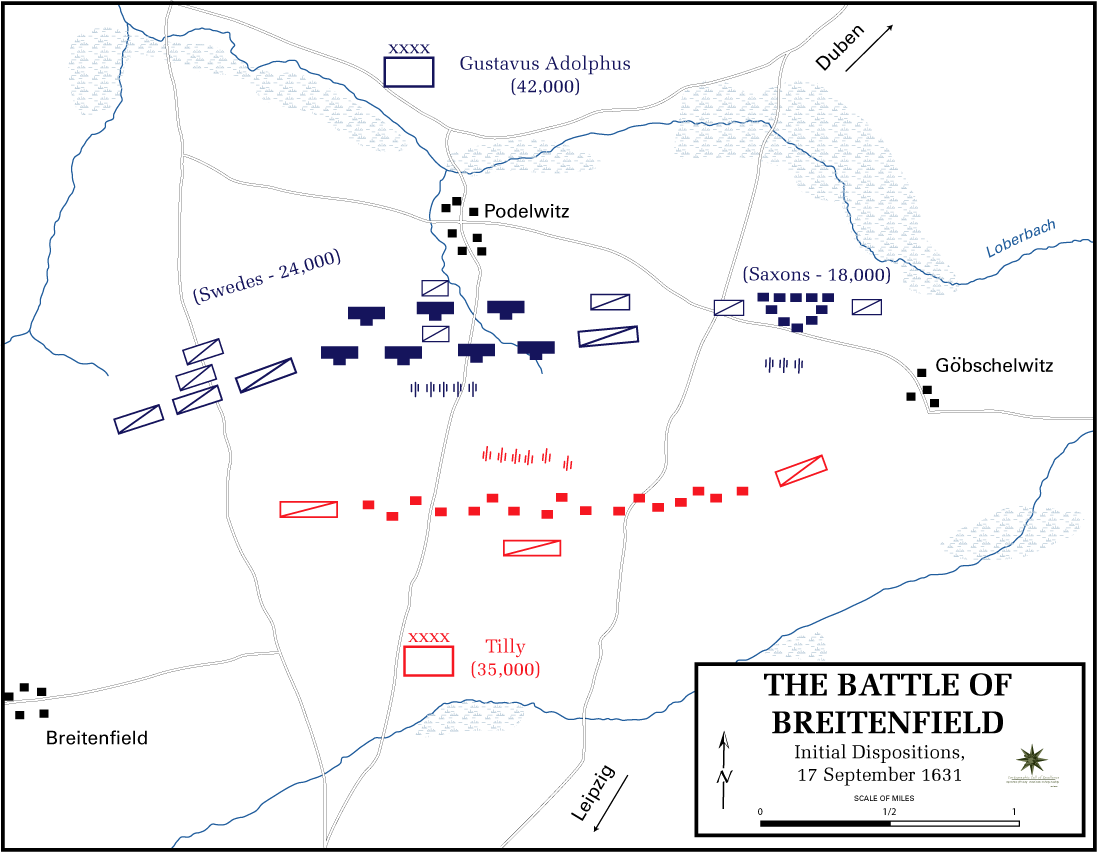
브라이텐펠트 전투 - 초기 양군 배치도

브라이텐펠트는 완만한 구릉이 연이어 있는 평원이었다. 틸리측은 전형적인 스페인식 대형인 테르시오 진형을 사용하였다. 이 진형은 전면에 약 100명 단위의 대오가 12열~15열로 이루어져 있고, 최전면에 소총병, 중심에 창병을 두었다. 방진의 사각에는 각각 4개의 작은 소총대가 있어서 이것이 1개 단위의 테르시오가 완성된다.
17개의 테르시오가 가로로 전개하면서 양익에는 기병대가 배치되었다. 틸리의 본진은 테르시오의 후방에 위치하고 있었다. 좌익의 기병을 지휘하는 인물은 파펜하임으로 용맹한 돌격과 "카라콜"이란 전법을 구사하여 용명을 떨치고 있었다. 또한 24파운드 중포 36문을 테르시오 전면에 배치했다.
구스타프 진형은 틸리와는 달리 중앙에 보병 4개 여단을 배치하고 그 후방에 보병 2개 여단과 기병 1개 연대. 그리고 보병 3개 여단과 기병 2개 연대를 예비대로 배치했다. 우익에 기병 6개연대, 후방에도 기병 1개연대, 예비대로는 기병 4개 연대가 배치되었다. 좌익 기병대는 전면 3개, 후방 2개 연대였으며 우익에 비해 얇은 진형이나 이것을 작센의 군대가 포진하여 지원해 주었다. 기병의 사이는 보병대가 메꾸고 있었다. 또한 각 부대는 1~2문의 소형 대포를 가지고 있었고, 중앙 보병대 전면에는 구스타프군이 보유한 100문의 대포를 배치했다. 여기엔 중포도 50문이나 있었다. 포병대의 지휘는 토르스텐손이 맡았다.
이 진형은 테르시오를 연구하여 개량 발전시킨 오라녜 공작 마우리츠가 고안한 진형으로 구스타프는 이를 전수받아 보병, 기병, 포병이 결합하는 3병전술을 개발했다. 마우리츠의 전술은 대량의 화력과 기동전의 조합이었다. 이를 위해 틸리 진형에 비해 소총의 보유율을 월등히 높였다. 틸리군의 소총병 비율이 30%였던데 반해 구스타프군은 70%였고, 또한 소총도 최신형이라 틸리군이 1분에 1발을 쏠 때 구스타프군은 1분에 3발을 쏠 수 있었다.
사실상 구스타프군의 화력은 틸리군의 3배나 월등했다. 거기에 연대포라는 3파운드의 소형 대포를 각 부대에 배치해 보병지원용으로 사용하였다. 이 대포는 병사 3명이 움직일 수 있을 정도의 소형이었다.

### 전투

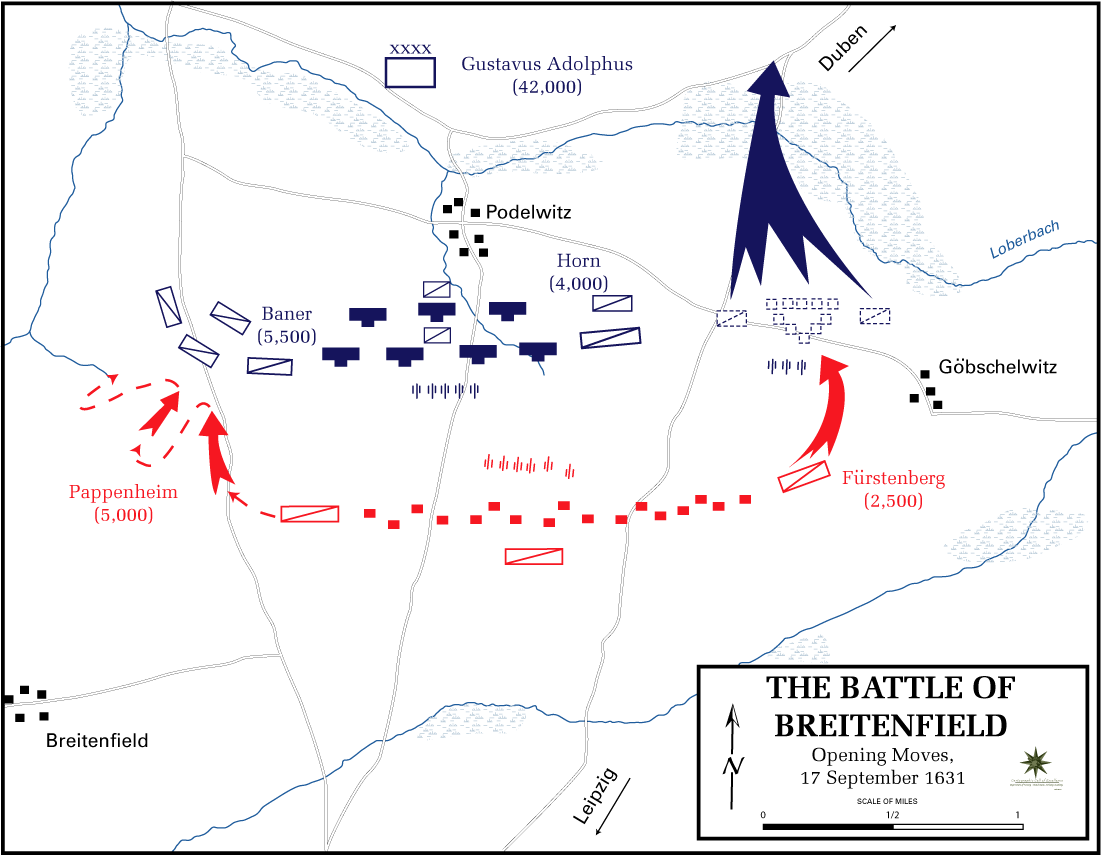
브라이텐펠트 전투 - 초기 공격방향 1631년

먼저 양군의 포격이 시작되었다. 2시간 이상 계속되는 포격전 속에서 틸리군의 피해가 급증하기 시작했다. 발사 속도와 포문 수에서 구스타프군에게 뒤지는 틸리군에게는 어쩔 수 없는 상황이었다. 특히 좌익 기병대의 피해가 심각했다. 틸리는 전진 명령을 내렸다. 부대가 앞으로 전진하면서 틸리군의 포병도 포격을 멈추고 전진했다. 하지만 구스타프군은 부대를 움직이지 않고 포격을 계속했다. 틸리는 눈을 의심했다. 당시에는 포격전에서 보병이 격돌하는 단계가 되면 포격을 멈추는 것이 일반적이었는데, 구스타프군은 보병을 전진시키지 않고, 포격을 계속했던 것이다.
그러나 틸리군의 테르시오가 접근해 오자, 구스타프군의 포병대도 포격을 멈추었다. 보병대끼리 충돌할 때 구스타프군 보병대에 있던 연대포가 불을 뿜었다. 연대포에는 대인살상용 작은 총알을 여러 개를 담은 마포가 있었는데, 그걸 한꺼번에 대포에 넣고 쏘자 엄청난 위력을 발휘했다. 연대포가 불을 뿜을 때마다 틸리군의 테르시오 전면에 있던 보병들이 우수수 피를 흘리며 쓰러졌다. 발포가 끝난후 뒤를 물러난 연대포가 재장전하는 사이 소총대가 그 시간을 메꾸며 사격을 계속했다.
테르시오의 소총병은 전투시 순식간에 궤멸당해 저항다운 저항도 하지못하고 무너졌다. 이 상황에 틸리군 양익에 있던 기병대가 폭발했다. 좌익기병대를 맡고 있던 파펜하임장군이 초조함을 견디지 못하고, 독단적으로 돌격한 것이었다. 5,000기의 기병대는 스웨덴군 기병대 전열에 뛰어들어 공격했다. 제 1열이 단총을 쏘고 물러나면, 제 2열이 달려와 똑같이 발포하고 말머리를 돌렸다. 이 행동이 "카라콜"이라는 전법으로 독일 승마보병이 만들어낸 전법이었다. 아군 기마병이 회전하면서 쉴 새 없이 사격을 가하기 때문에 적군은 혼란에 빠져 궤멸한다. 하지만 스웨덴군 기병대는 뒤이어 전원이 칼을 뽑고 돌격해 파펜하임의 기병대를 공격했다. 파펜하임 기병대는 순서대로 투입하려고 대열을 정비하던 중 스웨덴군의 돌격앞에 무너졌다.

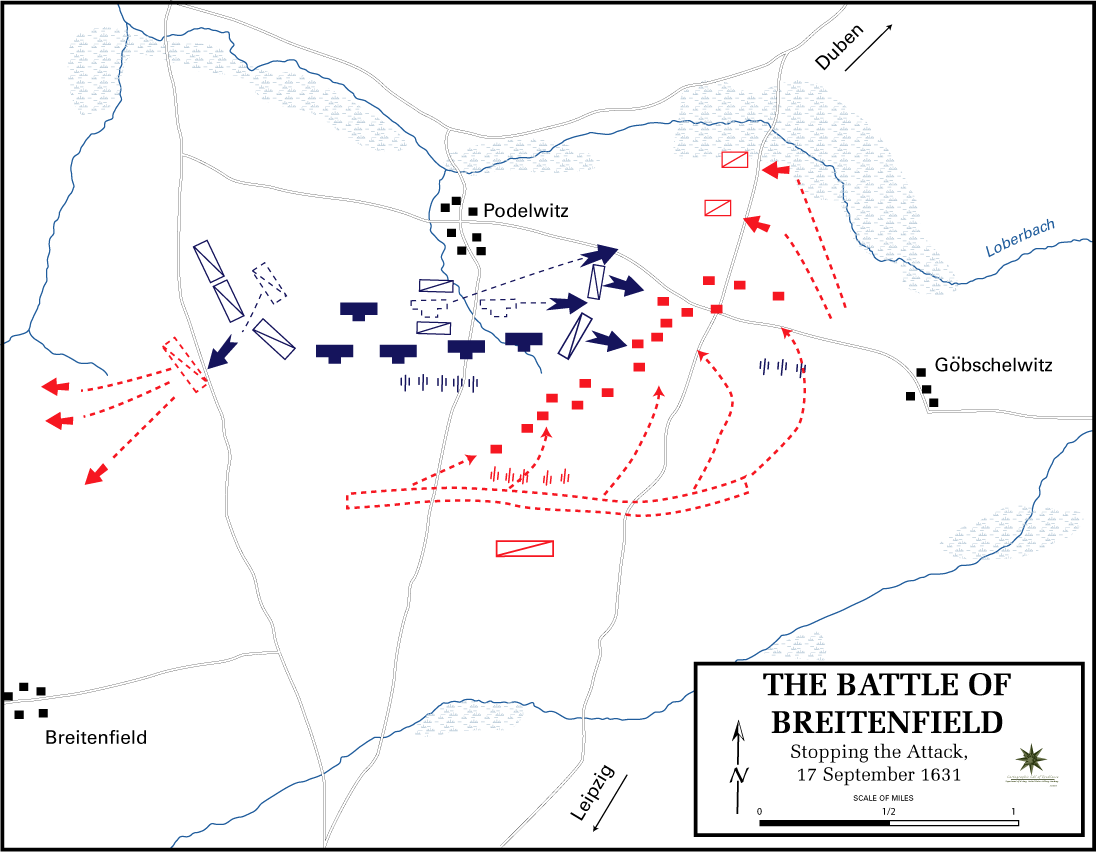
브라이텐펠트 전투 - 틸리군의 반격

한편 틸리군 우익은 스웨덴군 좌익에 있던 작센군에 돌격했다. 작센군은 이 공격을 견디지 못하고 순식간에 패주했다. 틸리군 기병은 퇴각하는 작센군을 추격해 섬멸하였다. 뿔뿔이 흩어진 작센군은 도주 도중 스웨덴군의 수송대를 약탈했다. 작센군은 전황에 아무 도움도 주지 못하고 이렇게 모습을 감추게 된다.
스웨덴군 좌익이 무너진것을 본 틸리는 역전 승리의 기회를 맞이하게 된다. 틸리는 명령을 내려 무방비인 스웨덴군 좌익측면에 테르시오를 움직였다. 스웨덴군 좌익을 포위해 테르시오로 공격해 무너뜨려 승리한다는 기사회생의 전략이었다. 또한 작센군을 추격한 기병을 불러 스웨덴군 후방을 치게 하면 전황은 쉽게 판단할 수 없는 상황이 될 것이다.
그러나 구스타프도 이것을 보고 좌익을 움직였고, 후방에 남아있던 예비연대를 투입했다. 예비대는 나눠서 전진해 좌익부대의 사이를 지나쳐 전진하며 재집결하여 단시간에 견고한 진형을 만들었다. 전진하던 틸리군의 테르시오 지휘관은 새롭게 나타난 구스타프군의 진형과 조우하였다. 새롭게 만들어진 구스타프군은 곧바로 일제사격을 퍼부었고, 거기에 배후로 돌아간 틸리군 기병대도 스웨덴군 예비기병대에게 저지당했다.

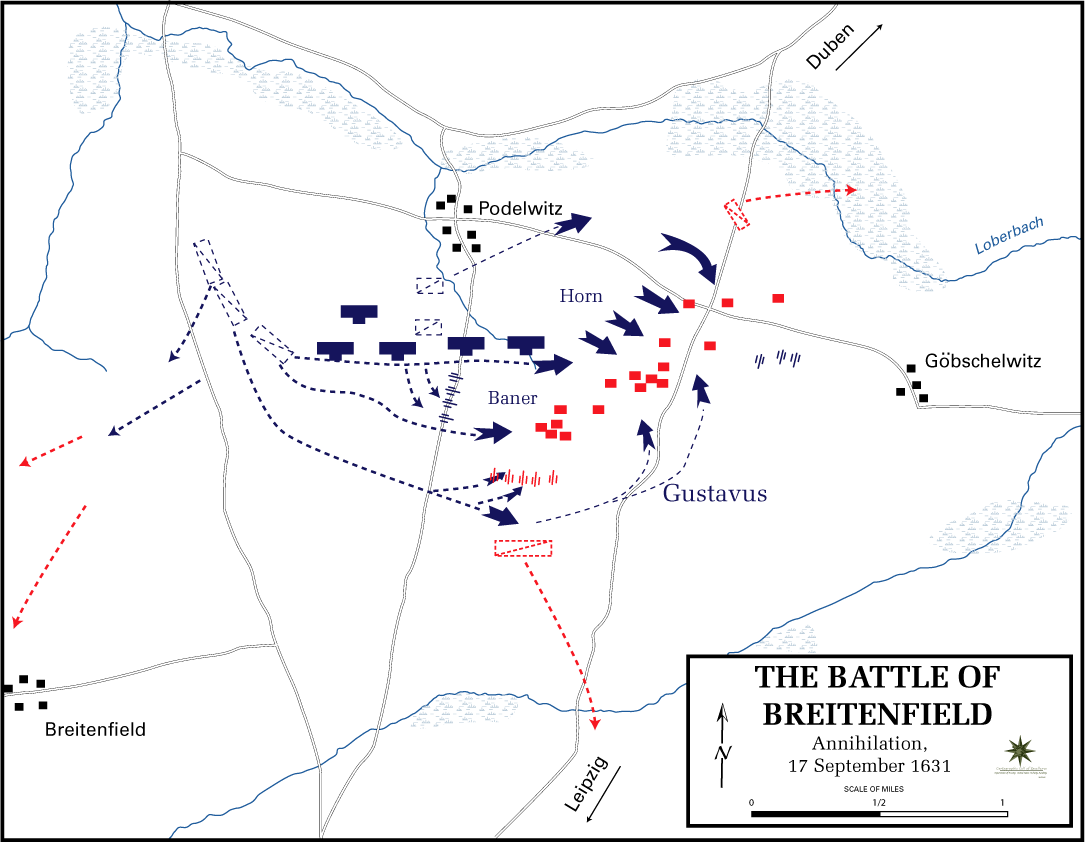
브라이텐펠트 전투 - 전투의 결말

구스타프는 직접 예비 기병 2개연대를 이끌고 이미 파펜하임을 격퇴한 우익에서 급파된 증원부대와 함께 반격에 나섰다. 구스타프 기병부대는 틸리군 기병대를 분쇄하고 처음 전투개시할때의 정면을 바라보던 구릉을 향해 돌진했다. 이곳에는 소수의 소총병이 배치되어 있었다. 황제군은 모든 전력을 일선에 배치했기에 전략구상이 붕괴되면 쉽사리 바꿀수가 없었다. 이에 비해 구스타프군은 횡대로 사다리처럼 편성하여 전황의 변화에 따라 자유자재로 투입할 수 있는 예비병력을 확보하고 있었다. 전투가 진행되자 그 차이가 확실히 드러나고 있었다.
구스타프는 순식간에 틸리군 방어선을 돌파하여 틸리군 측면에 공격을 가했다. 또한 스웨덴군 포병대는 첫 전투에서 사용후 후방에 방치했던 틸리군의 중포를 확보했다. 확포한 중포로 틸리군에 맹포격을 가하자 사방에서의 공격에 틸리군 테르시오는 급속히 무너지면서 병사들은 무기를 버리고 패주했다.
틸리도 부하의 도움으로 겨우 탈출할 수 있었다. 그러나 그의 지휘하에서 무적을 자랑하던 대군은 산산히 부서졌다. 이후 그의 명성은 두번 다시 회복할 수 없었다.

## 결과
이 전투는 프로테스탄트 진영에게 첫 승리를 안겨준 전투였다. 그 심리적 영향력은 대단하여 작센 공국의 수도 드레스덴에서는 9월 17일을 감사제로 지정하고 긴 축제일로 삼았다. 구스타프 2세 아돌프는 프로테스탄트 세력의 영웅이 되었다.
1642년 11월 2일 같은 장소에서 전투가 벌여졌다. 1642년의 브라이텐펠트 전투는 이미 구스타프 2세 아돌프가 사망한 후였으나 그의 충실한 부하였던 도르덴손 장군이 황제군을 격파하고 승리를 거두었다. 이 전투는 제2차 브라이텐펠트 전투로 불리고 있다.

## 참고 및 참고 문헌
영문판 위키에서의 참고 문헌입니다.
- C.V. Wedgwood, The Thirty Years War (New York: Book of the Month Club, 1995)
- Richard A. Preston, et al., Men in Arms, 5th ed., (Fort Worth: Harcourt Brace, 1991)
- Archer Jones, The Art of War in the Western World (New York: Oxford University Press, 1987)

- 역사군상 그래픽전사 시리즈 <<전략전술병기사전>> 제 3권 <유럽근대편> 학연사 ISBN 4-05-600744-6

## 같이 보기
- 하카펠리타트